# Luna–15
A Luna–15 (E-8-5-401) harmadik generációs szovjet holdszonda, a Luna-program része.
A Hold megközelítése, körpályára állás után a szondának sima leszállást kellett volna végrehajtania az égitesten, kőzetmintát gyűjteni, majd felszállni és a mintát a Földre továbbítani. Repülés közben további feladata volt a kozmikus sugárzás, a napszél, a mikrometeoritok, az interplanetáris anyag és a Hold mágneses mezejének vizsgálata. A küldetés az Apollo–11 misszióval egyidejűleg folyt, egyik célja az volt, hogy az amerikaiakat megelőzve hozzon holdi kőzetmintát a Földre. A sima leszállás nem sikerült, az űreszköz a Holdba csapódott.

## Jellemzői
Építette és üzemeltette az OKB–1 (oroszul: Особое конструкторское бюро №1,- ОКБ-1), később Lavocskin-tervezőiroda.
A leszállóegység részei a fékező-leszállóegység, az állványzat és a visszatérő egység. Minden egység energiaellátását kémiai akkumulátorok biztosították. A fékező-leszállóegység üzemanyagtartályokból, fékező rakétahajtóműből, vezérlő-ellenőrző egységből, rádió adó-vevő berendezésből, antennából, állványzatból (lengéscsillapítókkal), stabilizáló egységből (giroszkóp), magasság- és sebességmérőből állt. Az állványzat biztosította az üreges mintavevő fúró stabilitását. Tetején egy nagy nyomásnak és hőnek ellenálló tartály volt elhelyezve, ide helyezte volna a mintát az automatika. A kapcsolatot 4 rúdantennán keresztül biztosították. A visszatérő egység hajtóanyagból és rakétahajtóműből, a hozzá tartozó rádióadó berendezésből, vezérlő-ellenőrző egységből, korrekciós hideggáz-fúvókákból, stabilizáló (giroszkóp) egységből tevődött össze.

## A küldetés lefolyása
Az űreszköz 1969. július 13-án indult a Bajkonuri indítóbázisról. Egy Proton-K hordozórakétával (8K78K) állították Föld körüli pályára. Az orbitális egység pályája 120,5 perces, 51,5 fokos hajlásszögű elliptikus pálya, perigeuma 182 kilométer, apogeuma 247 kilométer volt. Az utolsó fokozat hajtóművének újraindításával érte el a szökési sebességet. Július 14-én pályakorrekciót hajtottak végre a hideggáz-fúvókák segítségével.
A július 17-én végrehajtott fékezést követően Hold körüli pályára állt. Keringési ideje 2 óra 46 perc volt. A Hold körüli pálya adatai: 126 fokos hajlásszög, periszeléniuma (a Holdhoz legközelebb eső pontja, első fordulatnál) 240 kilométer, aposzeléniuma (a Holdtól legtávolabb eső pontja, első fordulatnál) 870 kilométer.
Július 18-án a Szovjetunió biztosította Washingtont, hogy a Luna–15 program nem fogja akadályozni az Apollo–11 űrvállalkozást. A Luna–15 az Apolló–11 leszállóhelyétől északra, 800 kilométerrel távolabb végezte programját.
Július 19-én további fékezéssel pályamódosítást hajtottak végre. A Hold körüli pálya adatai: 126 fokos hajlásszög, periszeléniuma 95 kilométer, aposzeléniuma 222 kilométer.
Július 20-án további fékezést hajtottak végre. A Hold körüli pálya adatai: 127 fokos hajlásszög, periszeléniuma 16 kilométer, aposzeléniuma 110 kilométer.
Befejezve a Hold körüli 52. keringést és a Földdel a 86. kommunikációs kapcsolatot július 21-én a parkolópályáról fokozatos pályamódosítással kezdték meg a leereszkedést. A végrehajtott leszállási kísérlet nem sikerült, a szonda a Hold felszínébe csapódott. A kapcsolatot becsapódás előtt 3 percig sikerült biztosítani.